# Roberto Di Donna
Roberto Di Donna (Roma, 8 de setembro de 1968) é um atirador olímpico italiano, campeão olímpico.

## Carreira
Roberto Di Donna representou a Itália nas Olimpíadas, de 1992, 1996 e 2000, conquistou a medalha de ouro na pistola de ar 10m, em 1996.